# Острів Безіменний
«Острів Безіменний» — радянський художній чорно-білий фільм, поставлений на кіностудії «Ленфільм» в 1946 році режисерами Адольфом Бергункером і Михайлом Єгоровим. Прем'єра фільму в СРСР відбулася 25 липня 1946 року.

## Сюжет
Прологом фільму є слова: «Йшла велика війна радянського народу за честь і незалежність своєї Батьківщини … Далеко на Півночі — на самому краю Великої Землі …» … загубився острів Безіменний з розташованою на ньому метеостанцією, яка займається не тільки збором інформації про погоду. Її радіостанція цілодобово посилає в ефір спеціальні сигнали які служать орієнтиром для радянських суден і конвоїв. Німці вирішують знищити радіостанцію, що так заважає їм. І їх бомбардувальники серед білого дня обрушують на будови полярників град бомб. Але радіостанція не постраждала і знову продовжила свою роботу. Тоді німці вже вночі висаджують десант на острів і дотла спалюють житло полярників разом зі стаціонарною радіостанцією. Однак радистка Ася дістає заховану на покинутій шхуні резервну рацію і знову виходить в ефір. Цим вона допомагає радянському льотчику доставити на острів врятованих ним моряків, а судна і конвої знову отримують надійний орієнтир. І, як нагороду за мужність і героїзм, Ася знаходить особисте щастя з вподобаним нею льотчиком полярної авіації.

## У ролях
- Микола Симонов —  майор Малєєв
- Юрій Толубєєв —  начальник зимівлі
- Ніна Мазаєва —  Ася Москальова
- Володимир Волчик —  Олексій Ткаченко
- Анатолій Кузнєцов —  начальник штабу
- Сергій Філіппов —  Тимохін
- Володимир Мар'єв —  Сударєв
- М. Степанов —  «Дід»-радист
- Анатолій Алексєєв —  штурман
- Олег Жаков —  німець

## Знімальна група
- Сценарій — Борис Бродський
- Постановка режисерів — Адольф Бергункер і Михайло Єгоров
- Оператор — Сергій Іванов
- Художник — Віктор Савостін
- Композитор — Венедикт Пушков
- Звукооператор — Микола Косарєв
- 2-й оператор — В. Синіцин
- Асистенти:
  - режисера — Н. Русанова
  - по монтажу — Олександра Боровська
- Комбіновані зйомки:
  - Оператор — Борис Чечулін
  - Художник — Михайло Головатинський
- Начальник групи — М. Геніонський
- Директора картини — Г. Денісон, С. Голощокін